# Sotirios Sotiropulos
Sotirios Sotiropulos (gr. Σωτήριος Σωτηρόπουλος; ur. 1831 w Nauplion, zm. 6 maja 1898 w Atenach) – grecki ekonomista i polityk, w latach 1878–1879 i 1879–1880 przewodniczący Parlamentu Grecji.
Pełnił funkcję premiera Grecji (3 maja – 30 października 1893) za rządów króla Jerzego I.